# Митропа куп 1930.
Митропа куп 1930. је било 4. издање клупског фудбалског такмичења Митропа купа.
Такмичење је трајало од 19. јуна до 12. новембра 1930. године.  Рапид Беч је у финалном двомечу био успешнији од  Спарте Праг и освојио први трофеј Митропа купа. 

## Резултати

### Четвртфинале
| Меч | Клуб         | Држава            | укупан рез. | Држава            | Клуб          | 1. утак. | 2. утак. | Плеј-оф |
| --- | ------------ | ----------------- | ----------- | ----------------- | ------------- | -------- | -------- | ------- |
| 1   | Славија Праг | Чехословачка      | 2:3         | Мађарска          | Ференцварош   | 2:2      | 0:1      |         |
| 2   | Спарта Праг  | Чехословачка      | 5:3         | Аустрија          | Први Бечки ФК | 2:1      | 3:2      |         |
| 3   | Ђенова       | Краљевина Италија | 2:7         | Аустрија          | Рапид Беч     | 1:1      | 1:6      |         |
| 4   | Ујпешт       | Мађарска          | 6:6         | Краљевина Италија | Интер Милано  | 2:4      | 4:2      | 1:1 3:5 |

### Полуфинале
| Меч | Клуб         | Држава            | укупан рез. | Држава       | Клуб        | 1. утак. | 2. утак. | Плеј-оф |
| --- | ------------ | ----------------- | ----------- | ------------ | ----------- | -------- | -------- | ------- |
| 1   | Интер Милано | Краљевина Италија | 3:8         | Чехословачка | Спарта Праг | 2:2      | 1:6      |         |
| 2   | Рапид Беч    | Аустрија          | 5:2         | Мађарска     | Ференцварош | 5:1      | 0:1      |         |

### Финале
| Меч | Клуб        | Држава       | укупан рез. | Држава       | Клуб        |
| --- | ----------- | ------------ | ----------- | ------------ | ----------- |
| 1   | Спарта Праг | Чехословачка | 0:2         | Аустрија     | Рапид Беч   |
| 2   | Рапид Беч   | Аустрија     | 2:3         | Чехословачка | Спарта Праг |

| Освајач Митропа купа 1930. |
| -------------------------- |
| Рапид Беч 1. Титула        |